# À la folie... pas du tout
À la folie... pas du tout es una película francesa estrenada en 2002 e interpretada por Audrey Tautou. Dirigida por Laetitia Colombani.

## Argumento
Angélique (Audrey Tautou), una joven estudiante de arte residente en Burdeos, está perdidamente enamorada del Doctor Loïc Le Garrec (Samuel Le Bihan), un cardiólogo exitoso, casado con Rachel (Isabelle Carré). El comportamiento de Angélique comienza a ser peligroso cuando intenta, desesperadamente y bajo cualquier medio, persuadir a Loïc para que deje a su mujer. No es hasta que vemos los hechos desde el punto de vista del Doctor que la realidad se clarifica.

## Visión de Angélique
Angélique es una estudiante de arte muy exitosa y acaba de ganar una beca y una subvención para los estudios. Ella tiene un empleo a jornada partida en un café, ayuda a su amiga Heloise (Sophie Guillemain) a cuidar a su hermana pequeña y cuida una casa de una familia rica que está de vacaciones.
A continuación observamos el progreso de su aventura con el doctor Le Garrec. Ella le espera para celebrar su cumpleaños pero el nunca aparece. Parece que el prefirió a su mujer Rachel (Isabelle Carré) que estaba embarazada, antes que a ella.
Su mujer pierde el bebé en un accidente y ellos se separan, entonces Angélique se prepara para ir con él a unas vacaciones románticas a Florencia (Italia). Sin embargo, en vez de encontrarse con ella en el aeropuerto él decide ir e intentar arreglar las cosas con mujer.
Eso fue la gota que colmó el vaso para Angélique la cual estaba en un círculo de autodestrucción, con depresión clínica y al final pierde su empleo, su beca y su sensatez.
Una noche Angélique estaba viendo las noticias y se enteró de que el Doctor Le Garrec había sido arrestado por propasarse con una de sus pacientes, Soniya Jasmin (Natalie Krebs). Inmediatamente Angélique sale y mata a Soniya Jasmin y camufla el asesinato como si fuera un robo.
Pensando que este acto de compasión hacia el doctor le haría volver a tenerlo, ella va a ver a Loïc precisamente en el momento de haber sido arrestado por la policía por ser el principal sospechoso del asesinato de Soniya y se le ve abrazando a su mujer mientras era arrastrado a la fuerza por la policía.
Con su última esperanza rota Angélique vuelve a casa enciende el gas y se tumba en el suelo. Sus ojos se cierran.

## Visión del doctor Loïc
Sin embargo, hay una pausa en la película y entonces rebobina completamente al momento cuando ella compró la rosa para Loïc.
Esta vez sin embargo, seguimos al repartidor y se plasman los eventos desde el punto de vista del Doctor Loïc.
El espectador de repente se da cuenta de que no solamente el doctor no está enamorado de Angélique, sino que ni siquiera sabe quién es esa chica. De hecho cada instante en el cual los dos habían sido vistos juntos realmente fue una casualidad. Los espectadores han sido engañados, han creído que Loïc y Angélique estaban manteniendo una aventura, eso había causado que los eventos de la película hayan tenido otro sentido. En vez del hombre estar engañando a su mujer e ignorando y maltratando a su amante, se revela que Loïc ha sido un marido leal y cariñoso que estaba siendo acechado por un maniático sexual. La obsesión de Angélique había crecido en un mundo irreal. Ella había atropellado a propósito a la señora Le Garrec en una motocicleta prestada que al chocar contra la embarazada le produjo un aborto.
Poco antes de que fallara el viaje a Italia, Loïc muy estresado y paranoico recibe un regalo sin dirección alguna a la cual devolverlo. Lo abre y se encuentra un corazón humano atravesado por una flecha.
Loïc piensa que este macabro regalo pertenece a la hipocondríaca y problemática Soniya Jasmin, el pierde los nervios y la ataca físicamente, después ella le denuncia por propasarse con ella.
A continuación del asesinato que comete Angélique, él es arrestado como el primer sospechoso.
Al tiempo de su arresto, su mujer vuelve a él y actúa como abogado defensor. Al final queda aclarado el caso y se le retiran los cargos.
Aquella noche sin embargo el médico escucha los sonidos de la policía y ve una ambulancia llegando a una casa al lado suya, donde su vecino (Angélique que estaba cuidando la casa) acaba de intentar suicidarse.
Cómo médico le hace el boca a boca y la resucita, y ella vuelve a ser consciente. Más tarde en el hospital el amigo de Angélique, David (Climent Sibony) que sufre de amor por ella, enfrenta a Loïc y le golpea en la cara, porque cree que él está jugando con los sentimientos de Angélique.
Loïc examina cuidadosamente a la gente que podría haber sido su acechador y piensa en Angélique por primera vez.
Él recuerda haber sido saludado por ella después de que ella se había enterado del embarazo de su mujer y que él le había dado a ella una rosa de una rama que en principio iba hacia su mujer. Loïc cuidadosamente recuerda todos los regalos que había recibido incluida la llave de una casa, aquella noche el probó la llave en la casa de Angélique y comprobó que funcionaba.
Dentro de la casa, encuentra montañas de basura, y en la pared un mosaico de basura con la figura de su cuerpo, acompañada por la rosa muerta.

## Convergencia
Él se da cuenta con disgusto que ha encontrado a su acechador. En el glorioso final Angélique se acerca al doctor y escucha conmocionada como él le dice fríamente que nunca había habido, ni hay, ni habrá ninguna conexión entre ellos.
Como él se marcha, Angélique muy enfadada le tira una figurita de latón a su cabeza dejándole secuelas en el cerebro.
Ella fue arrestada cargando con todos sus crímenes e ingresa en un psiquiátrico.
Mientras Rachel Le Garrec se queda con su marido, ayudándole en su terapia, y él se recupera de sus secuelas. Los señores Garrec, se muestran más tarde, están en una casa con sus muchos niños y se ve cómo Loïc cojea con un bastón.

## Epílogo
Cinco años más tarde Angélique es absuelta, su médico le anima a que progrese y le dice que si sigue tomando la medicación le irá bien.
Sin embargo, el encargado de limpiar su casa descubre que cada pastilla que ella debería haber tomado estaba pegada en la pared formando un mosaico, la figura de Loïc. Sin darse cuenta del significado el limpiador solamente suspira, lo limpia y tira a la basura mientras, Angélique, se dirige hacia el exterior...